# Сагара (княжество)
Княжество Сагара (яп. 相良藩 Сагара-хан) — феодальное княжество (хан) в Японии периода Эдо (1710—1868). Сагара-хан располагался в провинции Тотоми (современная префектура Сидзуока) на острове Хонсю.

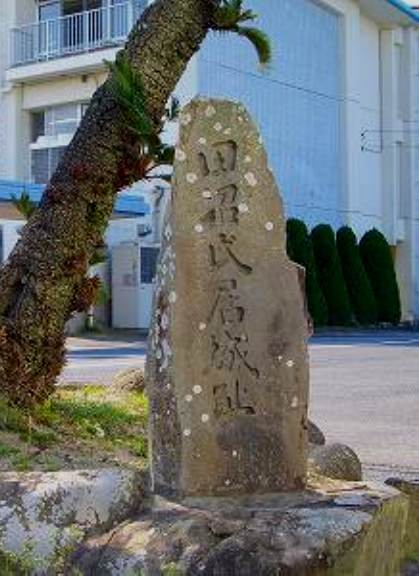
Памятник на местоположении Сагара jin’ya, административного центра Сагара-хана

Административный центр хана: Сагара jin’ya в провинции Тотоми (современный город Макинохара в префектуре Сидзуока).

## История

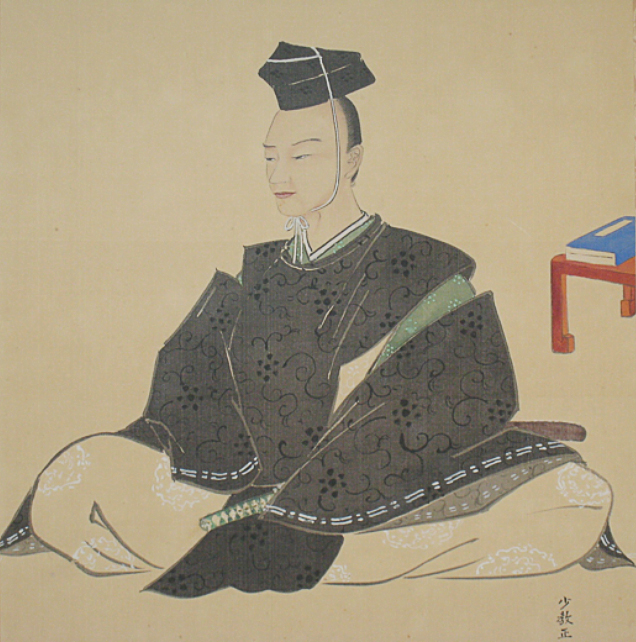
Танума Окицугу

В 1710 году Хонда Тадахару (1641—1715), ранее правивший Ибо-ханом в провинции Микава (1681—1710), был переведен сёгунатом Токугава в Сагару, на побережье провинции Тотоми. Его рисовый доход был увеличен с 10 000 до 15 000 коку. Род Хонда управлял Сагара-ханом в течение трех поколений. Хонде Тадахару наследовал его старший сын, Хонда Тадамити (1705—1721). В 1746 году его приёмный сын, Хонда Тадаюки (1711—1773), был переведен в Идзуми-хан в провинции Муцу (1746—1754).
В 1746 году новым правителем Сагара-хана был назначен Итакура Кацукиё (1706—1780), ранее правивший в Идзуми-хане (1717—1746). В 1749 году он был переведен в Аннака-хан в провинции Кодзукэ (1749—1780). Сагара-хан был передан Хонде Таданаке (1708—1802), ранее правившему в Коромо-хане в провинции Микава (1711—1749).
В 1767 году Сагара-хан был передан во владение Тануме Окицугу (1719—1788), пажа при сёгуне Токугава Иэсигэ, камергера, главного камергера и родзю при сёгуне Токугава Иэхару. Он также был повышен до статуса даймё, его доход был увеличен с 10 000 до 57 000 коку. Благодаря его экономическим реформам Сагара-хан процветал, была построена дорога, связывавшая княжество и дорогу Токайдо. Тем не менее вскоре после смерти сёгуна Токугава Иэхару Танума Окицугу попал в немилость, был понижен в статусе и доходах. Его внук, Танума Окиаки (1773—1796), в 1787 году унаследовал княжество, доход которого был уменьшен до 10 000 коку. В 1787 году он был переведен в Шимомура-хан в провинции Муцу (княжество)|Муцу (1787—1796). Сагара-хан перешел под непосредственное управление сёгуната Токугава.
В 1823 году Танума Огимаса (1759—1836), сын Танумы Окицугу, 4-й даймё Шимомура-хана (1804—1823), получил разрешение вернуться в Сагара-хан. Его потомки управляли княжеством вплоть до Реставрации Мэйдзи. В начале периода Мэйдзи в Сагара-хане проживало 310 самураев.
В феврале 1869 года Танума Окитака, последний даймё Сагара-хана, по распоряжению императора Мэйдзи был переведен в Окубо-хан в провинции Кадзуса. Княжество Сагара было включено в состав вновь созданного Сидзуока-хана, переданного во владение экс-сёгуну Токугава Ёсинобу.

## List ofdaimyōs
| #                                      | Имя и годы жизни                            | Годы правления | Титул                              | Ранг                        | Кокудара                      |
| -------------------------------------- | ------------------------------------------- | -------------- | ---------------------------------- | --------------------------- | ----------------------------- |
| Род Хонда, 1710—1746 (фудай-даймё)     |                                             |                |                                    |                             |                               |
| 1                                      | Хонда Тадахару (1641-1715) (яп. 本多 忠晴)  | 1710-1715      | Дандзё-Сёхицу (弾正少弼)           | Пятый нижний (従五位下)     | 15,000 коку                   |
| 2                                      | Хонда Тадамити (1705-1721) (яп. 本多忠通)   | 1715-1721      | Дандзё-Сёхицу (弾正少弼)           | Пятый нижний (従五位下)     | 15,000 коку                   |
| 3                                      | Хонда Тадаюки (1711-1773) (яп. 本多 忠如)   | 1721-1746      | Эттю-но-ками (越中守)              | Пятый нижний (従五位下)     | 15,000 коку                   |
| Род Итакура 1746—1749 (фудай-даймё)[1] |                                             |                |                                    |                             |                               |
| 1                                      | Итакура Кацукиё (1706-1780) (яп. 板倉 勝清) | 1746-1749      | Садо-но-ками (佐渡守); Jijū (侍従) | Четвертый нижний (従四位下) | 20,000 коку                   |
| Род Хонда 1749—1758 (фудай-даймё)[2]   |                                             |                |                                    |                             |                               |
| 1                                      | Хода Таданака (1708-1802) (яп. 本多 忠央)   | 1749-1758      | Нагато-но-ками (長門守)            | Пятый нижний (従五位下)     | 10,000 коку                   |
| Род Танума, 1772—1787 (фудай-даймё)[3] |                                             |                |                                    |                             |                               |
| 1                                      | Танума Окицугу (1719-1788) (яп. 田沼 意次)  | 1767-1786      | Тономори-рё (主殿寮); Jijū (侍従)  | Четвертый нижний (従四位下) | 10,000 — 57,000 — 10,000 коку |
| 2                                      | Танума Окиаки (1773-1796) (яп. 田沼意明次)  | 1787-1787      | Симоцукэ-но-ками (下野守)          | Пятый нижний (従五位下)     | 10,000 коку                   |
| Сёгунат Токугава 1787—1823             |                                             |                |                                    |                             |                               |
| Род Танума 1823—1868 (фудай-даймё)[4]  |                                             |                |                                    |                             |                               |
| 1                                      | Танума Окимаса (1759-1836) (яп. 田沼意正)   | 1823-1836      | Гэнба-но-ками (玄蕃頭)             | Четвертый нижний (従四位下) | 10,000 коку                   |
| 2                                      | Танума Окитомэ (? - 1861) (яп. 田沼意留)    | 1836-1840      | Этидзэн-но-ками (備前守)           | Пятый нижний (従五位下)     | 10,000 коку                   |
| 3                                      | Танума Окитака (1819-1870) (яп. 田沼意尊)   | 1840-1868      | Гэнба-но-ками (玄蕃頭)             | Пятый нижний (従五位下)     | 10,000 коку                   |